# Gryka e Këlcyrës
Gryka e Këlcyrës är en ravin i Albanien.   Den ligger i prefekturen Qarku i Gjirokastrës, i den södra delen av landet, 120 km söder om huvudstaden Tirana.
I omgivningarna runt Gryka e Këlcyrës växer i huvudsak blandskog.  Runt Gryka e Këlcyrës är det ganska glesbefolkat, med 38 invånare per kvadratkilometer.